# Kelberg
Kelberg est une municipalité et chef-lieu de la Verbandsgemeinde Kelberg, dans l'arrondissement de Vulkaneifel, en Rhénanie-Palatinat, dans l'ouest de l'Allemagne. La ville est située à 12 km au n nord-est de Daun.

## Références

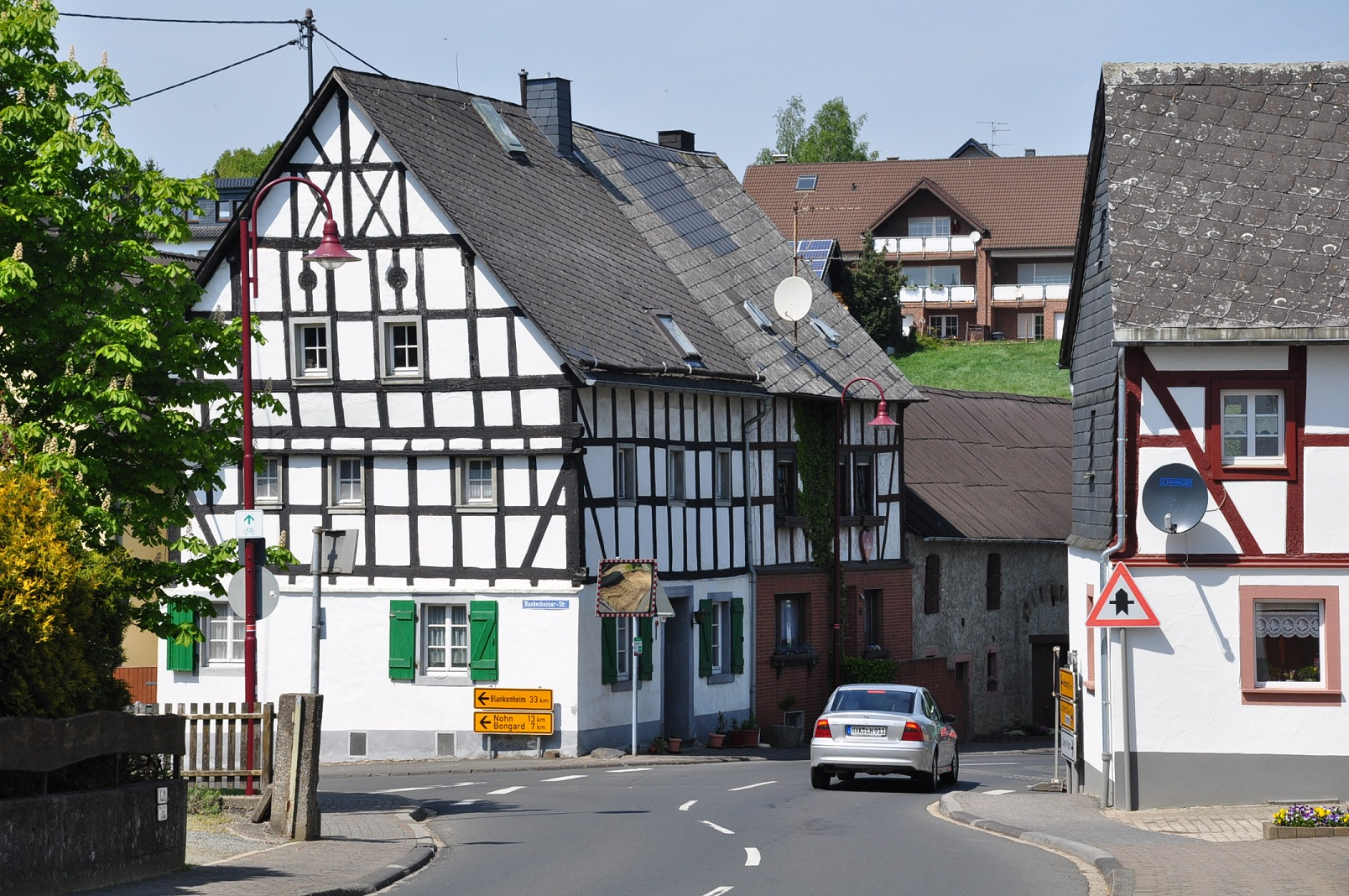
Centre-ville de Kelberg
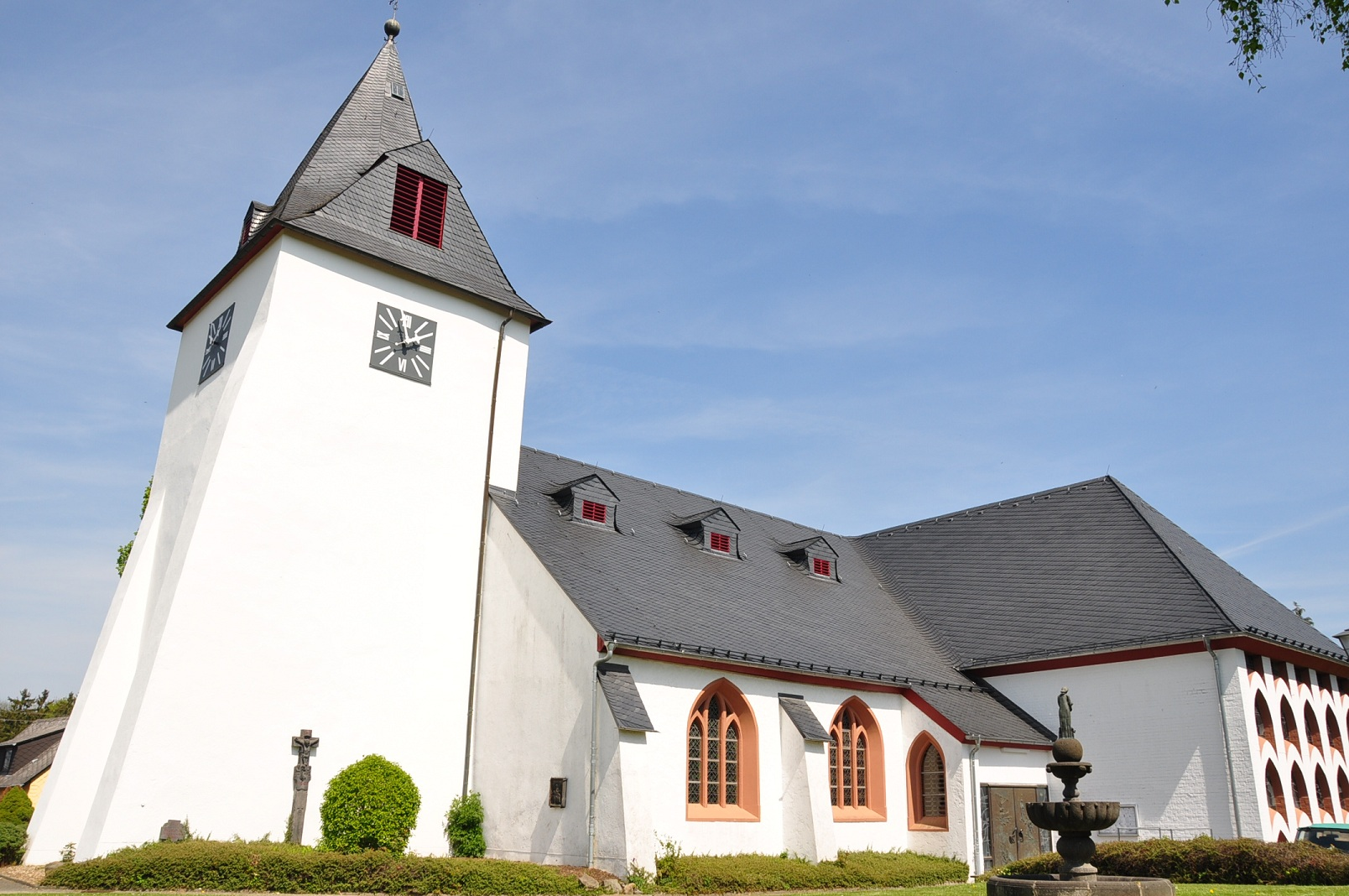
Église de la paroisse catholique de Saint-Vincent et Saint-Nicholas